# Bhola (Insel)
Bhola, auch Dakhin Shahbazpur, ist die größte Insel von Bangladesch mit einer Landfläche von 1.441 km². Die im Delta des Meghna gelegene Insel ist Teil des Distriktes Bhola und hat etwa 1,7 Millionen Bewohner. Auf die Insel gelangt man mit Hilfe von Fähren. Bhola selbst verfügt über eine gute Infrastruktur. Die Energieversorgung wird durch ein lokales Gasfeld gewährleistet.
Im November 1975 brach auf der Insel eine der letzten großen Pockenepidemien des 20. Jahrhunderts aus.
1995 wurde die Insel zur Hälfte überflutet, was die Obdachlosigkeit von ca. 500.000 Menschen nach sich zog. Die Flutkatastrophe steht im Zusammenhang mit dem Anstieg des Meeresspiegels durch die Globale Erwärmung.

## Nachweise
1. ↑  Emily Wax: In Flood-Prone Bangladesh, a Future That Floats. In: Washington Post. 27. September 2007.